# Gruppo del Monte Tabor
Il Gruppo del Monte Tabor è un gruppo montuoso delle Alpi del Moncenisio nelle Alpi Cozie. Si trova in Francia (dipartimenti delle Alte Alpi e della Savoia) non lontano dal confine con l'Italia. Prende il nome dalla montagna più significativa del gruppo, il Monte Thabor, anche se non ne è la più alta.

## Collocazione
Seguendo le definizioni della SOIUSA esso si trova tra il Colle della Scala, il Colle di Valle Stretta ed il Colle di Rochilles. Nel dettagli, ruotando in senso orario, i limiti geografici sono: Colle della Scala, Valle della Clarée, Colle di Rochilles, torrente Valloirette, fiume Arc, Modane, Ruisseau du Charmaix, Colle di Valle Stretta, Valle Stretta, Colle della Scala.

## Classificazione

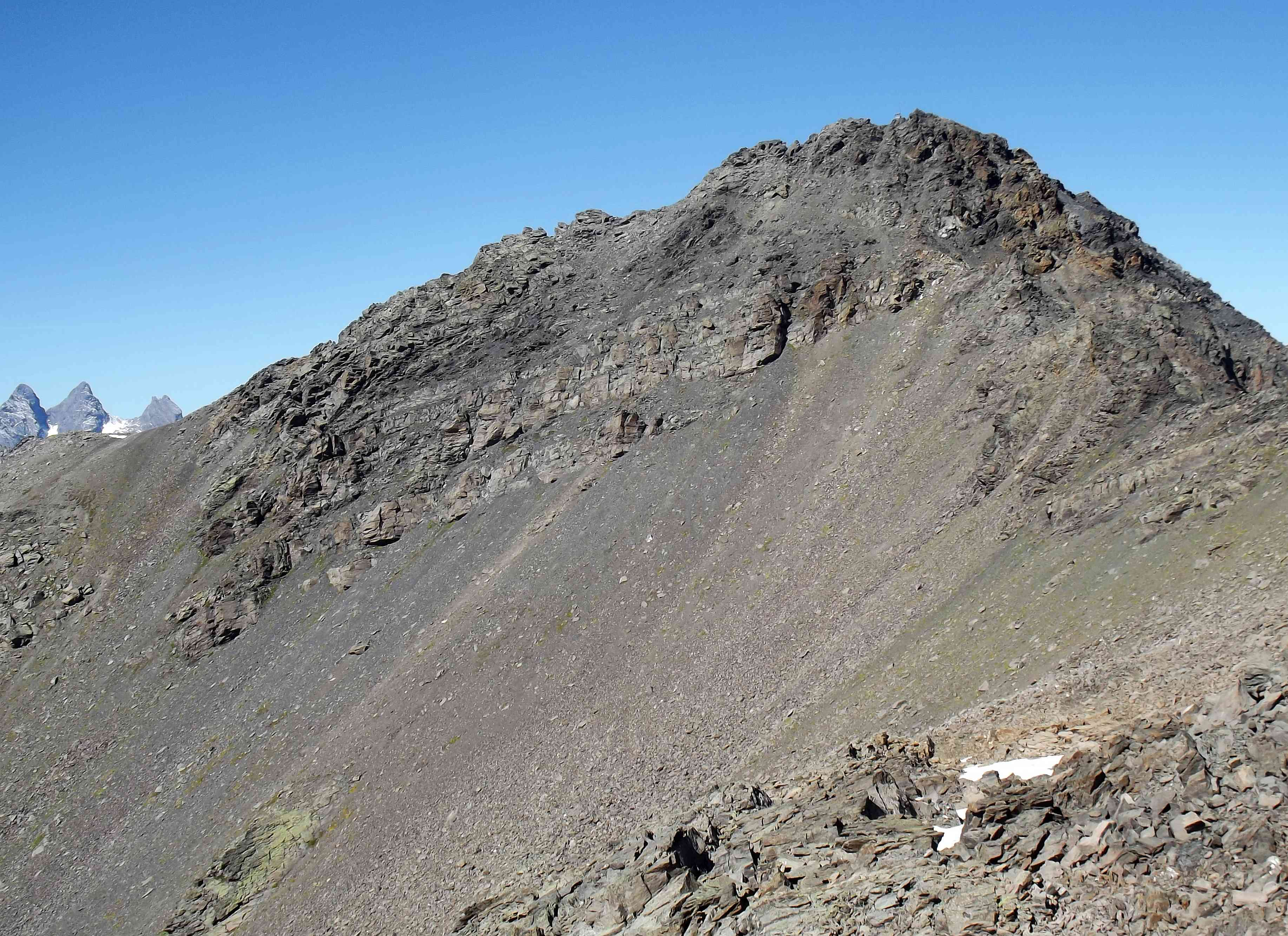
Rocca Gran Tempesta

La SOIUSA definisce il Gruppo del Monte Tabor come un gruppo alpino e vi attribuisce la seguente classificazione:
- Grande parte = Alpi Occidentali
- Grande settore = Alpi Sud-occidentali
- Sezione = Alpi Cozie
- Sottosezione = Alpi del Moncenisio

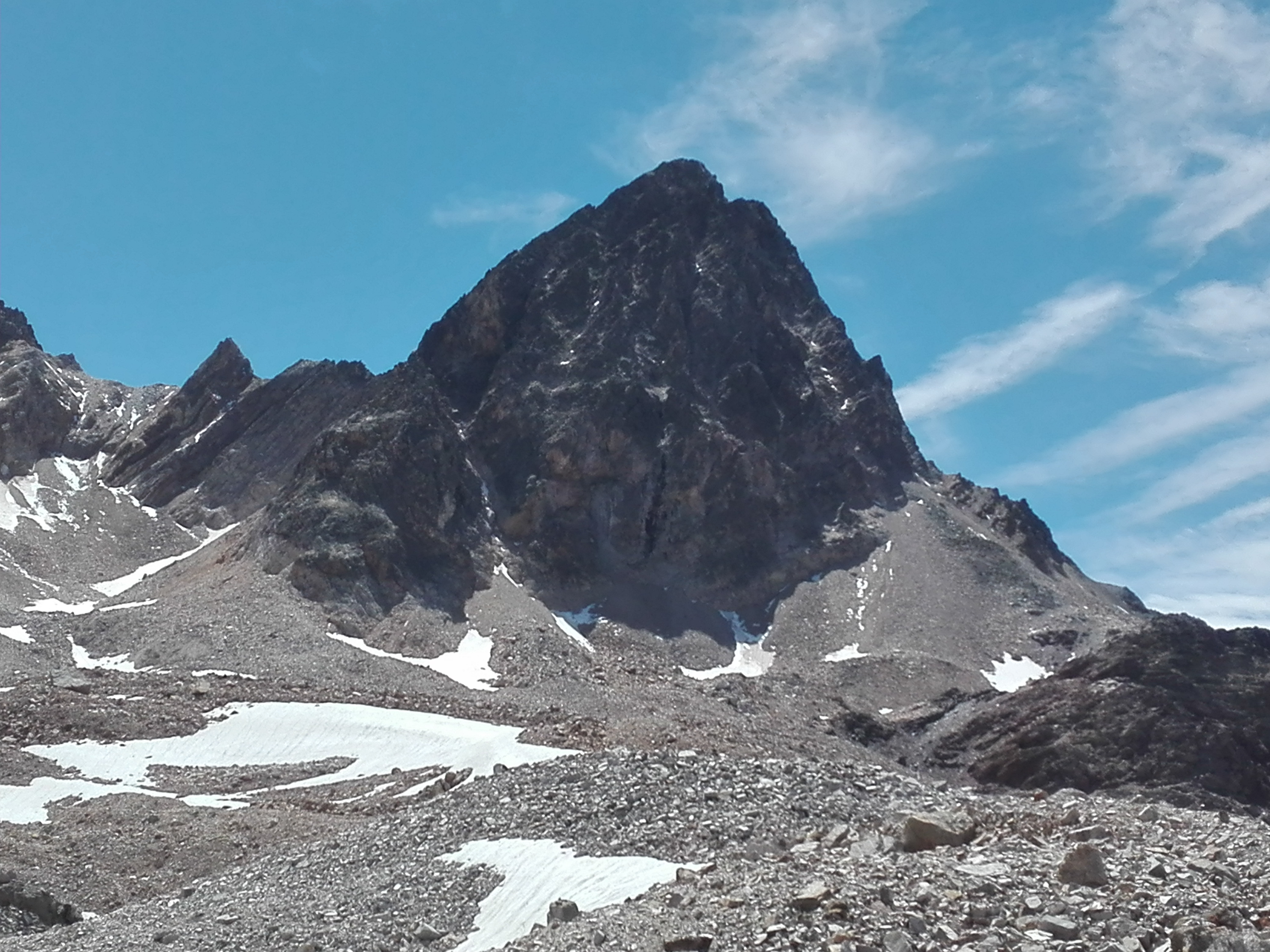
Pic du Tabor

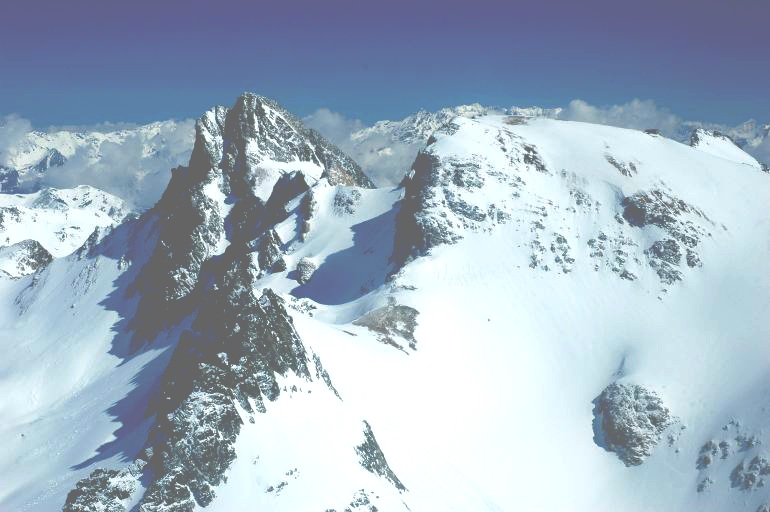
Monte Tabor

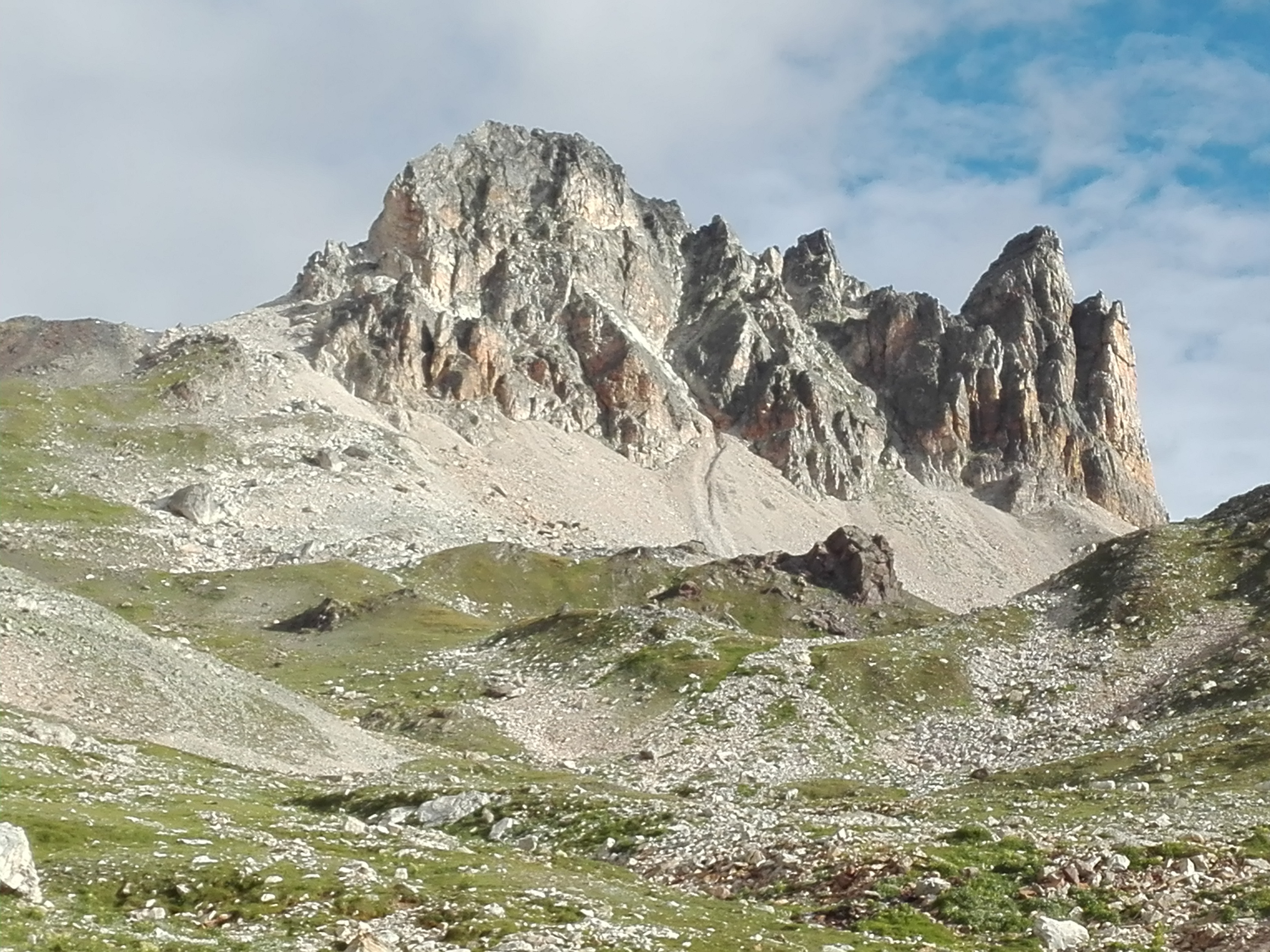
Cheval Blanc

- Supergruppo = Catena Chaberton-Tabor-Galibier
- Gruppo = Gruppo del Monte Tabor
- Codice = I/A-4.III-A.2

## Suddivisione
Il gruppo viene suddiviso in quattro sottogruppi:
- Sottogruppo del Monte Tabor (a)[2]
- Cresta della Roche Chateau (b)
- Sottogruppo dei Marches (c)
- Sottogruppo Bissort-Sarrasins (d)

## Montagne
Le montagne principali del gruppo sono:
- Pic du Thabor - 3.207 m
- Monte Thabor - 3.178 m
- Pointe_de_Terre_Rouge - 3.080 m
- Roc de Valmeinier - 3.025 m
- Cheval Blanc - 3.020 m
- Crête des Sarrasins - 3.014 m
- Rocca Gran Tempesta - 3.002 m
- Roche de la Pelle - 2.993 m
- Pic du Lac Blanc - 2.980 m
- Pointe des Sarrasins - 2.963 m
- Rocca di Chardonnet - 2.950 m
- Pointe de la Sandonière - 2.925 m
- Roche Chateau - 2.898 m
- Pointe de Névache - 2.892 m
- Grand Seru - 2.889 m
- Tours du Vallon - 2.809 m
- Pic de l'Aigle - 2.776 m
- Roc Mounioz - 2.745 m
- Guglia Rossa - 2.548 m